# Prisioneiro B-3087
Prisioneiro B-3087 é um livro infantojuvenil de ficção histórica do autor Alan Gratz. O livro relata a vida dos judeus Jacob e Ruth Gruener, que foram feitos prisioneiros durante o Holocausto. O protagonista é Yanek, que em 1939, aos 10 anos, testemunha o acontecimento da invasão alemã na Polônia, no início da Segunda Guerra Mundial. O Prisioneiro B-3087 foi publicado inicialmente pela Scholastic Corporation em 1º de março de 2013 e chegou ao Brasil no mesmo ano, pela Editora Ática.

## Sinopse
Em 1939, aos 10 anos, Yanek Gruener testemunha o acontecimento que mudaria sua vida para sempre: a invasão da Polônia pelo exército alemão, estopim da Segunda Guerra Mundial. O menino é então aprisionado em seu bairro, agora transformado num gueto judeu, cercado por muros intransponíveis. Mas esses foram os melhores dias...
Do início da guerra até seu fim em 1945, Yanek viveu o horror do Holocausto. Passou por dez campos de concentração diferentes, enfrentou viagens em vagões de transporte de gado em condições chocantes e duas vezes marchou por estradas intermináveis.
Mal alimentado, sujo, subjugado, Yanek é, mais do que tudo, um exemplo de perseverança e vontade de viver. Sua jornada, contada décadas depois, é um tocante depoimento histórico que não pode jamais ser esquecido.

## Personagens
- Yanek Gruener - protagonista;
- Moshe - tio de Yanek;
- Gizela - tia de Yanek;
- Zytka - filha de Moshe e Gizela;
- Mina - mãe de Yanek;
- Oskar - pai de Yanek;
- Fela e Abraham - tios padeiros de Yanek;
- Laski, Rosenblum e Brotman - famílias acolhidas pelos Gruener;
- Aron - garoto de 7 anos da família Laski;
- Immerglick - senhora ranzinza que morava na frente do apartamento de Yanek;
- Tatarka - idoso que morava em outro andar do prédio de Yanek;
- Thomas e Isaac - garotos do mesmo barracão de Yanek em Plaszóvia;
- Amon Göth - comandante cruel do campo de concentração de Plaszóvia;
- Holtzman - policial do Judenräte assassinado;
- Dr. Josef Mengele - Médico do campo de concentração Auschwitz;
- Fred - amigo no campo de concentração Auschwitz;
- Lua Cheia - assassino antes da guerra, designado como Kapo pelos nazistas;
- Karl Koch - comandante do campo de concentração Buchenwald;
- Ilse Koch - esposa de Karl Koch, considerada bruxa ou besta de Buchenwald;
- Youzek - primo de Yanek;
- Hela - esposa de Youzek;
- Isaac e Barbara Gamzer - família que sobreviveu com Youzek e Hela;
- Luncia Gamzer - filha de Isaac e Barbara;
- Ruth Gruener - novo nome de Luncia, futura esposa de Jack Gruener;
- Jack Gruener - novo nome de Yanek.